# Intercomunicación
La intercomunicación es la capacidad y la necesidad de transmisión recíproca de información, datos, conocimientos, experiencias entre dos o más personas, seres vivos, lugares o mecanismo
de la mesa redonda.
Para conseguir una buena intercomunicación es necesaria la existencia de un medio óptimo de conexión entre el transmisor y el receptor. Ya sea un medio natural o mediante infraestructuras artificiales, cuantos más medios se posean mejor y más eficiente será la capacidad de intercomunicación.
Existen diferentes medios para intercomunicar, como el lenguaje, la televisión, la radio, la prensa, Internet, etc.
Las vías de comunicación pueden ser las autovías, carreteras, ferrocarriles, puertos, aeropuertos, etc.
Infraestructuras necesarias para la intercomunicación: satélites, puentes, túneles, computadoras, vehículos, maquinaria, tecnología, etc.
Cuantos más medios se tengan al alcance mayor será la posibilidad de una mejor intercomunicación necesaria para satisfacer cualquier necesidad o paliar cualquier carencia, de lo que sea y dónde sea. 
Algunos significados de intercomunicación: 
- Comunicación recíproca
- Comunicación telefónica entre las distintas dependencias de un edificio o recinto.

La falta o deficiencia de intercomunicación produce un estado de ignorancia y falta de recursos, cosa que puede dañar o perjudicar seriamente a aquella persona u organismo carente de esta.

## Todos los actos de intercomunicación
- Mesa redonda: Es una discusión de un tema por un grupo de expertos ante un auditorio con la ayuda de un moderador. Fluyen diferentes temas en el cual se va tratando en la mesa redonda.
- Debate: Es una técnica de comunicación oral donde se expone un tema y una problemática. Posee entre sus integrantes: un moderador, un secretario y un público que participa en el tema a discusión.
- Panel: Es una discusión informal, realizada por un grupo de especialistas o expertos para analizar los diferentes aspectos de un tema, aclarar controversias o tratar de resolver problemas de su interés.
- Foro: Es la exposición de un tema determinado que realizan generalmente cuatro personas: un moderador y tres exponentes, se trata de un tema dividido por lo general en tres subtemas.
- Tertulia: Es una reunión informal y periódica de personas interesadas en un tema o en una rama concreta del arte, la ciencia o la filosofía para debatir, informarse o compartir ideas y opiniones.
- Coloquio: Designa las conferencias religiosas mantenidas con el fin de discutir y debatir punto de doctrina, o con el fin de intentar conciliar puntos de vistas diversos.
- Reunión: Es llamada reunión cuando grupos de dos o más personas, se reúnen para discutir uno o varios temas a menudo en un ambiente formal.
- Conferencia: Es una reunión de gente que debate o que expone sobre un determinado asunto.

- Datos: Q5918888